# Pristimantis signifer
Espèce
Synonymes
- Eleutherodactylus signifer Ruíz-Carranza, Lynch & Ardila-Robayo, 1997

Statut de conservation UICN

 CR  : 
En danger critique
Pristimantis signifer est une espèce d'amphibiens de la famille des Craugastoridae.

## Répartition
Cette espèce est endémique du département de Chocó en Colombie. Elle se rencontre entre 1 850 et 1 860 m d'altitude sur le versant Ouest de la Serranía de los Paraguas.

## Description
Les mâles mesurent de 22,6 à 26,5 mm et les femelles de 29,2 à 32,8 mm.

## Publication originale
- Ruíz-Carranza, Lynch & Ardila-Robayo, 1997 : Seis nuevas especies de Eleutherodacrylus Dumeril & Bibron, 1841 (Amphibia : Leptodactylidae) del norte de la Cordillera Occidental de Colombia. Revista de la Academia Colombiana de Ciencias Exactas Fisicas y Naturales, vol. 21, no 79, p. 155-174 (texte intégral).